# Ожарув-Другий
Ожарув-Другий (пол. Ożarów Drugi) — село в Польщі, у гміні Ополе-Любельське Опольського повіту Люблінського воєводства.
Населення — 55 осіб (2011).

## Демографія
Демографічна структура станом на 31 березня 2011 року:
|          | Загалом | Допрацездатний вік | Працездатний вік | Постпрацездатний вік |
| -------- | ------- | ------------------ | ---------------- | -------------------- |
| Чоловіки | 29      | 7                  | 16               | 6                    |
| Жінки    | 26      | 3                  | 11               | 12                   |
| Разом    | 55      | 10                 | 27               | 18                   |